# ハッチ・エンタテインメント
ハッチ・エンタテインメント株式会社（Hatch Entertainment Inc.）は、かつて存在した日本のレコード会社。

## 概要
エイベックスのエイベックス・マーケティング株式会社と西日本電信電話（NTT西日本）グループのNTTスマートコネクト株式会社（NTTSMC）の合弁で2007年8月23日に設立されたインディーズレーベルであり、無論販売もAMIが行っていた（現に規格品番は「HATCH」もしくは「XNHT」から始まる）。略称はHEI。
2010年4月より有限会社ミュージーからmuzieを引き継いで運営していたが、同年6月には債務超過に陥ったためエイベックス・グループの経営合理化を図りAMIがNTTSMCの保有するHEIの全株式を取得しAMIの完全子会社となる（設立当初の出資比率は、AMIが66%、NTTSMCが34%）。その後、2011年2月1日にAMIに吸収合併され、解散。その際、後述のLOiDレーベルもAMIないし同じエイベックス・グループのエイベックス・エンタテインメント株式会社（AEI）へ引き継がれずに廃止され、これまでに発売された作品は2011年3月末で全て廃盤となり、1月31日付でダウンロード販売も停止した。

### LOiD
LOiD（ロイド）は、HEIのレコードレーベルの1つ。レーベルマネージャーの村田裕作によると、LOiDはHEIの中でも際立って黒字だったというが、前述の通りAMIとAEIのいずれにも引き継がれず廃止された。
この節では、LOiDに関係する人物を挙げる（順不同）。このうち、☆のついた人物は後述の「ピコ萌え！Future8bitシリーズ」にも参加している。
- 村田裕作（ハッチ・エンタテインメント退社後、フリーランスを経て株式会社TOKYO LOGICを設立）
- 風雅なおと
- cosMo - 2010年にEXIT TUNES（ポニーキャニオン系）から「初音ミクの消失」でデビュー。
  - 真優
- ヒゲドライバー☆
- livetune☆ - 2008年にビクターエンタテインメントから「Re:package」でデビュー、現在はトイズファクトリー所属。
  - ゆうきまさみ
- baker☆ - 2009年にビクターエンタテインメントから「filmstock」でデビュー。
- 小林オニキス
- sasakure.UK - 2010年にJoint Recordsから「ボーカロイドは終末鳥の夢を見るか？」でデビュー。
- k-shi
- yanagi
- KNOTS

等。
なお2012年3月28日にはLOiDを冠した「しんがー・そんぐ・らいてぃんぐ（LOiD-03）」がビクターエンタテインメントから発売された。

### ピコ萌え！Future8bitシリーズ
ピコ萌え！Future8bitシリーズは、HEIがリリースしていたCDシリーズ。2008年に以下の作品がリリースされた。
1. ピコ萌え！Future8bitシリーズ1～リアルアイドルアニメソングス～（4月30日）
2. ピコ萌え！Future8bitシリーズ2 -マジカルチップ8bitちゃん-（7月18日）
3. ピコ萌え！Future8bitシリーズ3 8bitで未来旅行（11月27日）

以下、参加したアレンジャーやアーティストを挙げる（LOiDにも参加している人物は前述の☆参照、順不同）。
- Hate
- テント
- Se-ko
- Ruchi
- vin-PRAD
- 林ゆうき
- CHRIS
- デッドボールP
- 倉原彩果

等。